# Ona portadora
En telecomunicació, l'ona portadora o senyal portador és un senyal, generalment sinusoidal, que es fa servir per transmetre informació mitjançant algun tipus de modulació. Per transmetre aquesta informació, per exemple dades de veu, el que es fa és modificar algun paràmetre del senyal portador en funció del senyal d'informació.

Fig.1 Exemple d'ona portadora en modulació analògica d'amplitud

## Tipus de modulacions d'ona portadora
- Modulació d'amplitud : modifiquem el valor de l'amplitud de l'ona portadora (vegeu Fig.1)[3]
- Modulació de freqüència : modifiquem el valor de la freqüència de l'ona portadora (vegeu Fig.2)
- Modulació de fase : modifiquem el valor de la fase de l'ona portadora (vegeu Fig.3)

## Referències

Fig.2 Exemple d'ona portadora en modulació de freqüència analògica

Fig.2 Exemple d'una portadora en modulació de fase digital